# Educandato Uccellis
Das Educandato Statale „Collegio Uccellis“ ist eine mehrstufige staatliche Schule in Udine in der italienischen Region Friaul-Julisch Venetien. Sie ist eine Pasch-Schule. Es besteht eine Schulpartnerschaft mit dem Gymnasium Renningen und dem Katharineum Lübeck.

## Geschichte
Die Schule besteht seit 1294 als Klosterschule der Klara von Assisi und wurde 1909 verstaatlicht. Namenspatron der Einrichtung sind die Uccellis. Der Hauptsitz der Schule befindet sich im historischen Zentrum der Stadt. Das angegliederte Internat beherbergt auswärtige und ausländische Schüler.

## Profil
Das alte Gebäude beherbergt heute die staatliche Grund- und Mittelschule und das Lyzeum mit einem humanistischen (Liceo Classico), einem mathematisch-naturwissenschaftlichen (Liceo Scientifico) und (seit der Schulreform 2010/2011) einem musischen Zweig (Liceo Musicale e Coreutico). Seit dem Schuljahr 2018/2019 gibt es einen zusätzlichen Internationalen Zweig.
Die Schule zeichnet sich besonders durch das humanistische europäische Gymnasium aus. Der Unterricht findet auf Italienisch, Englisch, Deutsch und (seit dem Schuljahr 2018/2019) Chinesisch statt. Sie ist eine Deutsche Profilschule, es kann das Deutsche Sprachdiplom (Stufe I und II) erworben werden.
Im Abiturjahrgang 2017 machten fünf deutschsprachige Schüler ihren Abschluss.